# 單莖星芒鼠麴草
单茎星芒鼠麴草（学名：Gnaphalium involucratum var. simplex）为菊科鼠麴草属下的一个变种。

## 扩展阅读
- 維基物種上的相關：单茎星芒鼠麴草